# Jan Tęczyński (zm. 1593)
Jan Tęczyński herbu Topór (zm. 1 stycznia 1593) – polski szlachcic, praefectus camerae regiae w 1576 roku, podkomorzy nadworny koronny w 1574 roku, kasztelan wojnicki w latach 1571–1593, starosta lubelski w latach 1564–1593, starosta parczewski.

## Życiorys
Był starszym synem Andrzeja Tęczyńskiego kasztelana krakowskiego i Anny Ożarowskiej, bratem Andrzeja wojewody krakowskiego. Jeszcze za życia ojca objął starostwo rohatyńskie (1561–1564). Jego wychowawcą i nauczycielem był Piotr Skarga. W celu uzupełnienia edukacji odbył podróż po Europie. W kwietniu 1561 przebywał na dworze cesarskim w Wiedniu, a następnie we Francji, Hiszpanii, Portugalii i Anglii. W 1563 odbył wraz z kuzynem Janem Baptystą Tęczyńskim podróż do Szwecji dostał się jednak do duńskiej niewoli. Uwolniony powrócił do kraju został starostą lubelskim, a w 1571 wszedł do Senatu obejmując kasztelanię wojnicką. Podpisał dyplom elekcji Henryka III Walezego, po którego udał się w poselstwie do Francji w 1573 roku. Był tym, który na czele nadwornej chorągwi tatarskiej ruszył za nim w pościg, ale nie zdołał namówić do powrotu. Po wyborze Stefana Batorego w 1576 z ramienia Senatu został współopiekunem Anny Jagiellonki.

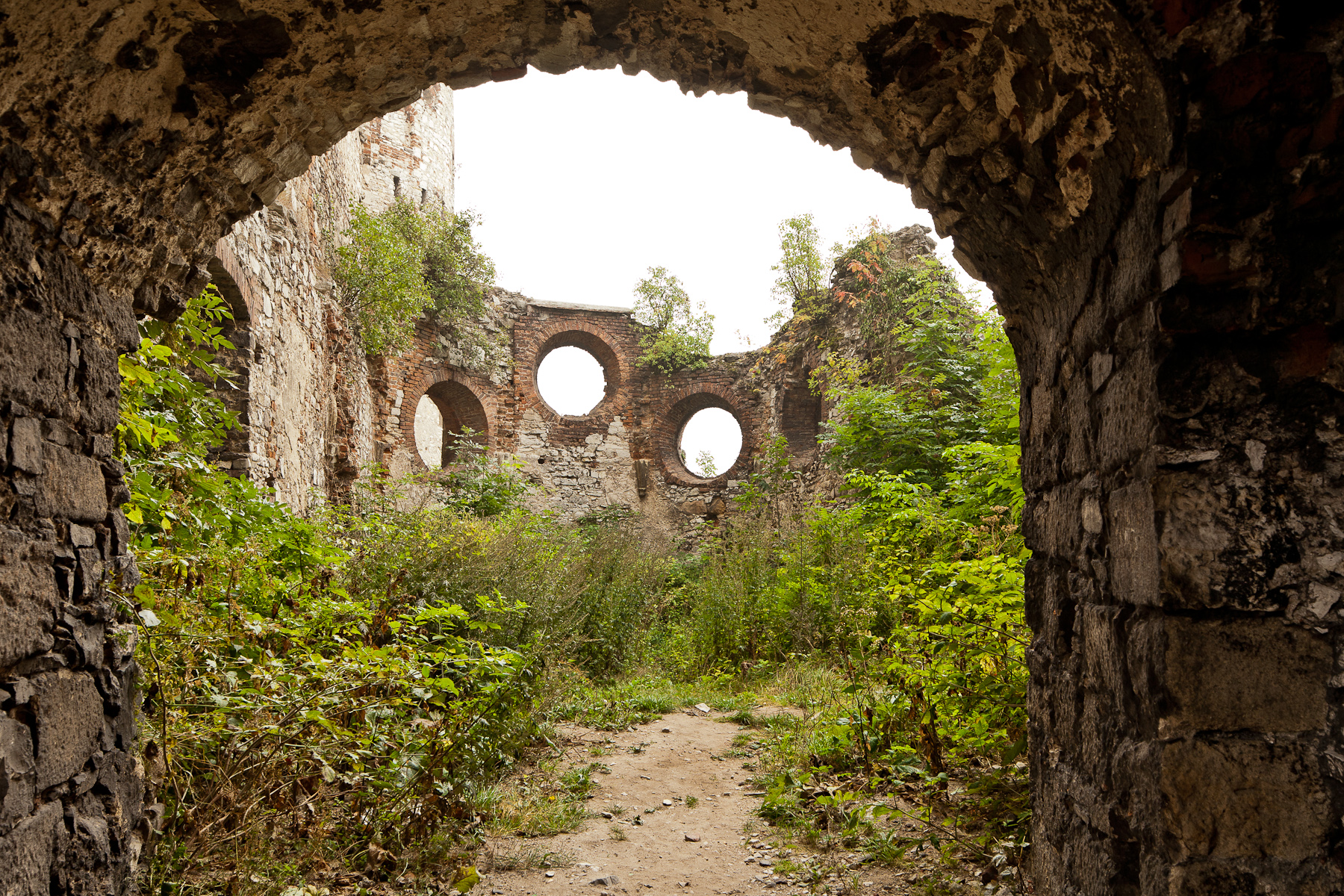
Ruiny kaplicy zamku Tenczyn

Nigdy się nie ożenił, pozostawił siedmioro nieślubnych dzieci, opiekował się bratankami po śmierci młodszego brata Andrzeja. Był protestantem, pochowany został w krypcie kaplicy zamkowej w Tenczynie.